# Valdipino (Riccò del Golfo di Spezia)
Valdipino (Valdipìn in ligure) è una frazione di 236 abitanti nel comune di Riccò del Golfo di Spezia, nella Bassa Val di Vara, in provincia della Spezia.

## Origine del nome
Il toponimo deriva da "valle - di - Pino", dal nome del torrente che attraversa la zona.

## Storia
Valdipino era originariamente dipendente, assieme alla vicina Casella, dalla parrocchia di Ponzò per la parte religiosa e dalla Podesteria di Corvara per quella civile, dalle quali si separò nel 1454. Il paese fu possesso di facoltose famiglie come i Malaspina, gli Este e i Fieschi, dei Vescovi di Luni e della Repubblica di Genova. Non avendo funzione difensiva, non sono e non furono presenti castelli o fortezze nel suo territorio.
L'11 settembre 1721 un devastante diluvio colpì il territorio dell'odierna provincia: a Valdipino dove case, mulini e altre costruzioni furono spazzati via, si aprirono voragini spaventose che "mettono in deliquo lo sguardo di chi anche da lungi li rimira fuggendo".
Nel borgo è presente una casa con un arco in arenaria che presenta una croce incisa: testimonia la presenza dell'Ospizio di San Antonio della Valle dè Pin, che nel XVII secolo accoglieva malati, poveri e viandanti. 
A fianco all'ospizio vi era l'oratorio di Sant'Antonio Abate e di San Michele, la cui gestione era affidata alla locale chiesa fino al 1797, anno in cui verrà soppresso a causa dell'arrivo in Italia di Napoleone Bonaparte.

## Monumenti e luoghi d'interesse

### Architetture religiose
- Chiesa parrocchiale di San Giovanni Battista, risalente al XIV secolo.[5]
- Oratorio di San Michele Arcangelo, sede dell'omonima Confraternita. L'edificio, un tempo intitolato a San Rocco, venne ceduto dal Vescovo alla confraternita Mortis et Orationis nei primi anni del 1600, con la clausola di ingrandirlo. Testimonianza di questo passaggio è l'olio su ardesia, sopra il coro, che rappresenta la Madonna tra gli Angeli, S. Michele tra S. Giovanni Battista e S. Rocco.[6][7]
- Santuario di Nostra Signora dell'Agostina, nel territorio.